# Mechanitis eurydice
Mechanitis eurydice är en fjärilsart som beskrevs av Richard Haensch 1905. Mechanitis eurydice ingår i släktet Mechanitis och familjen praktfjärilar. Inga underarter finns listade i Catalogue of Life.